# Frédille
Frédille – miejscowość i gmina we Francji, w Regionie Centralnym, w departamencie Indre.
Według danych na rok 1990 gminę zamieszkiwało 77 osób, a gęstość zaludnienia wynosiła 12 osób/km² (wśród 1842 gmin Centre, Frédille plasuje się na 1051. miejscu pod względem liczby ludności, natomiast pod względem powierzchni na miejscu 1310.).